# إلياس سلهب
إلياس سلهب (مواليد 18 مارس 1925) هو لاعب رماية لبناني سابق. نافس في الألعاب الأولمبية الصيفية 1960، والألعاب الأولمبية الصيفية 1968، والألعاب الأولمبية الصيفية 1972.